# (35284) 1996 TM3
1996 تي أم 3 (ويعرف أيضًا باسم (35284) 1996 تي أم 3 وفق تسمية الكوكب الصغير) (بالإنجليزية: 1996 TM3)‏ هو كويكب ضمن حزام الكويكبات؛ وترتيبه 35284 من حيث الاكتشاف.
اكتُشف هذا الجُرم الفلكي بواسطة Robert G. Sandness ‏ في 5 أكتوبر 1996.

## وصلات خارجية
- (35284) 1996 TM3 في قاعدة بيانات مختبر الدفع النفاث لأجرام النظام الشمسي الصغيرة

- الاكتشاف · مخطط المدار ·  العناصر المدارية · المعلمات المادية

- (35284) 1996 TM3 على موقع ويكي سكاي: DSS2, SDSS, GALEX, IRAS, Hydrogen α, X-Ray, Astrophoto, Sky Map, Articles and images